# Fundación Internacional y para Iberoamérica de Administración y Políticas Públicas
A Fundação para a Internacionalização das Administrações Públicas (FIAP) é uma fundação que pertence ao setor público estatal espanhol e uma instituição integrante da Cooperação Espanhola que trabalha na melhoria de sistemas públicos em mais de 100 países, gerindo projetos de cooperação internacional.

## Projetos
A Fundação Internacional e Ibero-americana de Administração e Políticas Públicas trabalha para o serviço das Administrações Públicas, gerindo a participação dos seus diferentes órgãos em projetos de cooperação técnica, impulsionando desta forma a sua internacionalização e fomentando a Marca Espanha.
A FIIAPP gere projetos de cooperação internacional  baseados na melhoria das administrações públicas dos países nos quais trabalha. Fá-lo através do intercâmbio de experiências entre peritos espanhóis e os seus homólogos nas instituições beneficiárias nos países nos quais trabalha.
Para além disso, realiza parte do seu trabalho noutras atividades, como a realização de estudos sobre administrações e políticas públicas (I&D+i), bem como a formação do pessoal do setor público.
A FIIAPP é a instituição em Espanha encarregada da gestão dos projetos do programa de geminações da União Europeia e é entidade elegível, juntamente com a AECID e a COFIDES, para a realização de projetos de cooperação delegada da UE. Faz parte, portanto, do sistema europeu de cooperação.

## Patronato
O órgão de governo da FIIAPP é o patronato formado pelo presidente, os vogais e o secretário.
O cargo de presidente é ocupado pelo Vice-presidente do Governo de Espanha.
Os vogais são diferentes Ministros, Secretários de Estado e altos cargos da AGE.
O cargo de secretário/a do patronato é ocupado pelo Diretor/a da fundação.
O Patronato conta com uma Comissão Permanente presidida pelo Secretário de Estado da Cooperação Internacional e para a Ibero-América. 

## Objetivos
A FIIAPP gere projetos de cooperação técnica internacional ao serviço das administrações com o objetivo de melhorar os sistemas públicos nos países nos quais trabalha. Constitui um instrumento para o intercâmbio de experiências e boas práticas da Administração espanhola e para a melhoria de modelos de políticas públicas. Contribui para fomentar e consolidar relações de confiança com administrações de outros países e com organismos internacionais.

## Âmbito de ação
A FIIAPP gere projetos dos seguintes âmbitos:
- Políticas sociais e direitos: proteção social, saúde, educação e emprego.
- Governação e modernização das administrações públicas
- Migrações e Mobilidade
- Economia e finanças públicas
- Políticas de fomento e comunicações
- Economia verde: alterações climáticas, energia, agricultura e pesca
- Segurança e luta contra o crime organizado
- Justiça e Transparência